# Board of European Students of Technology
Board of European Students of Technology (BEST) è un'associazione studentesca internazionale, non governativa, non politica, no profit e gestita interamente da studenti.
Lo scopo principale dell'associazione è quello di fornire agli studenti universitari un'educazione complementare a quella già garantita dalle università, attraverso l'organizzazione di molteplici eventi.

## Storia
La nascita di BEST risale al maggio 1987, durante una conferenza Europea di studenti di fisica e matematica a Stoccolma, in Svezia.
Da quella conferenza nacque la decisione di organizzare una settimana, ogni sei mesi e in paesi diversi, in cui sviluppare le relazioni tra gli studenti Europei.

## Attività
- Garantire un'istruzione complementare
- Fornire sostegno alla carriera
- Aumentare il coinvolgimento educativo.[1]

## Eventi
Vi sono in particolare due tipi di eventi che BEST organizza durante l'anno: eventi interni ed eventi esterni.
Gli eventi esterni sono aperti alla partecipazione di tutti gli studenti regolarmente iscritti alle università appartenenti al network e si dividono in:
- BEST Courses (Corsi di tecnologia);
- Carreer related events (eventi legati al mondo del lavoro e dell'impresa);
- Engineering Competitions (competizioni d'ingegno);
- Cultural Exchanges (scambi culturali);
- Leisure Events (eventi ludici).

Gli eventi interni sono invece riservati alla partecipazione da parte dei membri stessi dell'organizzazione, con lo scopo di migliorarsi ed offrire un servizio di qualità migliore.
Tra questi annoveriamo:
- General Assembly (assemblea generale);
- Presidents' Meeting (riunione dei presidenti);
- Regional Meeting (riunioni regionali).

## Logo
I tre colori del logo di BEST hanno un significato preciso: essi rappresentano, infatti, gli stakeholders (portatori di interesse) dell'associazione stessa. L'arancione si riferisce agli studenti, verso i quali tutte le attività sono indirizzate; il verde rappresenta le università, senza le quali BEST non potrebbe esistere; il blu richiama le aziende, altro elemento importante per garantire agli studenti una formazione eclettica.
Il logo è stato studiato per rappresentare idealmente queste tre entità che si abbracciano, stringendosi attorno a BEST, il puntino blu al centro, che si occupa di favorirne l'interazione.

## Struttura
La struttura BEST è divisa in tre diversi livelli: locale, regionale e internazionale. Ognuno dei 97 gruppi BEST locali (Local BEST Group o LBG), presenti in 34 paesi, rappresenta l'organizzazione localmente presso l'Università di appartenenza. Al fine di avere una comunicazione più efficace tra gli LBG e la parte Internazionale di BEST, i 97 LBG sono divisi in 11 regioni, coordinate ognuna da un Regional Adviser (RA). Infine, vi è il gruppo internazionale di BEST, suddiviso in 10 diversi reparti. L'intera organizzazione opera sotto il Consiglio Internazionale.

### Local BEST Groups
Un Local BEST Group è la realtà locale di BEST, i cui membri sono studenti presso la stessa Università. Questi gruppi sono responsabili per la promozione e l'organizzazione delle attività di BEST presso l'Università.

### Dipartimenti dell’Internazionale
| Dipartimento Internazionale        | Descrizione |
| ---------------------------------- | --- |
| Competitions Department            | Lo scopo del Competitions Department è quello di fornire supporto ed aiutare nello sviluppo di un’alta qualità delle compatizioni di Ingegneria, in base alle esigenze di BEST. |
| Corporate Relations Department     | Il Corporate Relations Department supporta il Tesoriere nel fornire le risorse per BEST International, al fine di lavorare e raggiungere gli obiettivi dell'organizzazione. |
| Design Department                  | Design Department fornisce materiali di progettazione per le esigenze di BEST, al fine di mantenere e rafforzare l'immagine di BEST. |
| Educational Involvement Department | Lo scopo dell’Educational Involvement Department di BEST è quello di aumentare la consapevolezza e il coinvolgimento degli studenti in materia di istruzione e per raccogliere degli input dagli studenti in materia di istruzione e comunicarli agli Stakeholders interessati al settore dell'istruzione superiore. |
| Grants Department                  | Grants Department collabora con i finanziatori, al fine di garantire il sostegno finanziario per BEST attraverso le sovvenzioni. |
| IT Department                      | L’IT Department è un corpo di BEST che ascolta le esigenze informatiche dell’organizzazione e fornisce risorse tecniche e servizi, al fine di supportare l'intera organizzazione a raggiungere i suoi obiettivi e visioni.                                                                                           |
| Membership Department              | Il Membership Department fornisce il supporto per i nuovi gruppi locali di BEST, che si fondano in Europa. |
| Public Relations Department        | Il Public Relations Department monitora, costruisce e mantiene l'immagine esterna di BEST. |
| Training Department                | Il Training Department si propone di far crescere i membri BEST e contribuisce all'organizzazione in modo efficace, consentendo di raggiungere i suoi obiettivi per il mantenimento e lo sviluppo del sistema di formazione di BEST.                                                                                 |
| Vivaldi Department                 | Lo scopo del Vivaldi Department è quello di sorvegliare e sostenere l'organizzazione degli eventi BEST, secondo le norme dell'organizzazione. |

## Partner dell’organizzazione
BEST collabora con altre cinque organizzazioni studentesche:
- bonding-studenteninitiative e.V. [2] (dalla Germania, dal 1997)
- Canadian Federation of Engineering students,[3] a partire dal 2010
- Association des États Généraux des Étudiants de l'Europe (AEGEE) [4] (dal 2010)
- European Students of Industrial Engineering and Management (ESTIEM) [5] (dal 2011)

BEST rappresenta anche i suoi studenti in alcune reti tematiche. Per esempio:
- Sputnic[6]
- VM-Base[7]
- TREE[8]
- EIE-Surveyor[9]

BEST è membro delle seguenti organizzazioni coinvolte nell'istruzione Ingegneristica:
- SEFI,
- IFEES[10]
- FEANI.[11]